# چاگا

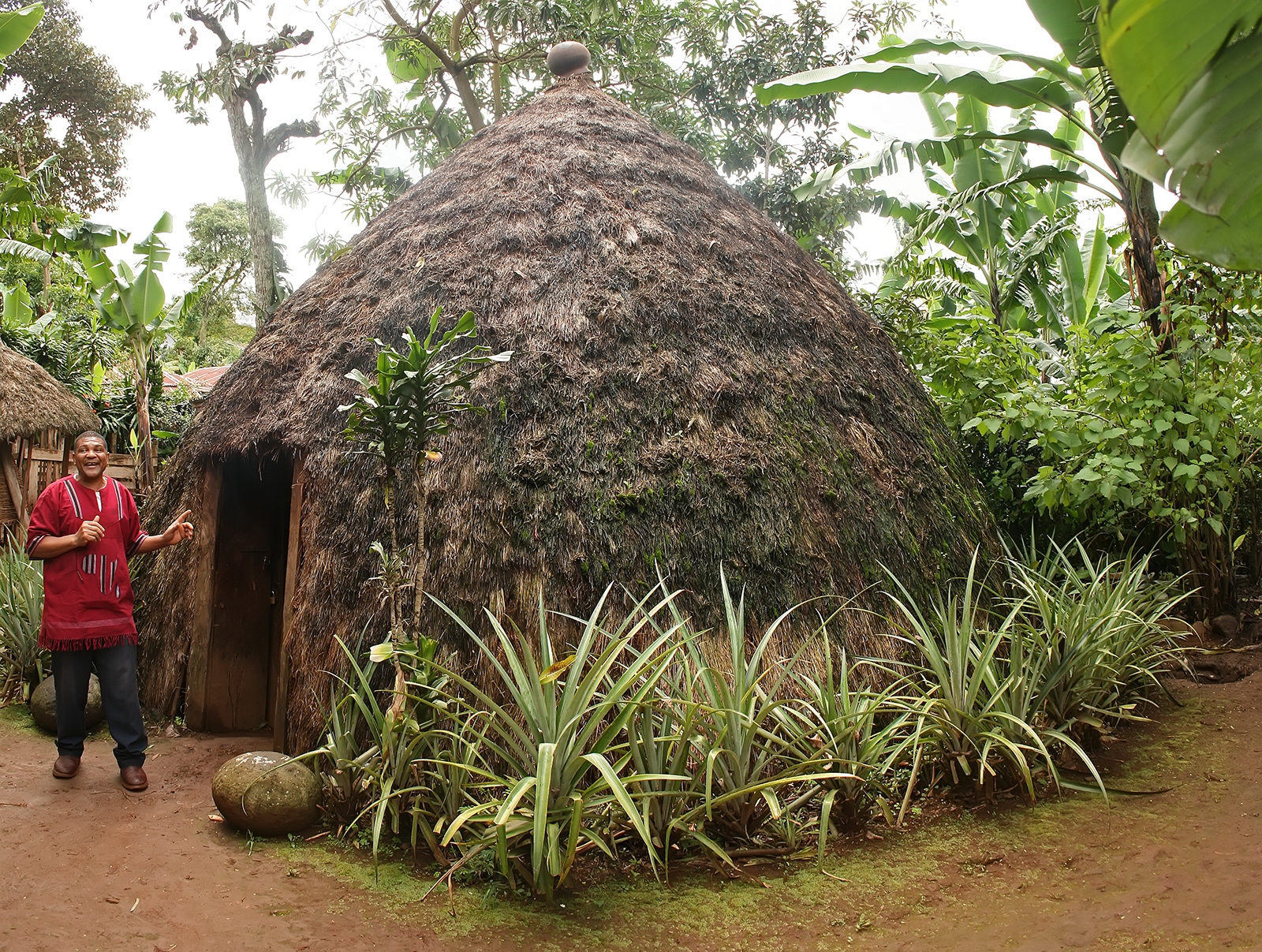
کلبه بومی چاگاها.

چاگا (Chaga) قومی بانتو-زبان که بومی آفریقا است و سومین قوم بزرگ را در کشور تانزانیا تشکیل می‌دهد. آنها در دامنه‌های جنوبی و شرقی کوه کلیمانجارو و کوه مرو، و همچنین در منطقه موشی زندگی می‌کنند. ثروت نسبی آن‌ها نه تنها به خاطر آب و هوای مطلوب منطقه، بلکه از روش‌های موفق کشاورزی به‌دست آمده که نتیجه سامانه‌های آبیاری گسترده و هزاران سال تقویت باروری خاک می‌باشد.
چاگا یکی از نخستین اقوام در منطقه بودند که به مسیحیت گرویدند. این ممکن است به آن‌ها مزیت اقتصادی داده باشد زیرا به عنوان قومی مسیحی بیش از دیگر گروه‌های قومی به آموزش و پرورش و بهداشت و درمان دسترسی پیدا کردند.